# Oxyopes gyirongensis
Oxyopes gyirongensis är en spindelart som beskrevs av Hu och Li 1987. Oxyopes gyirongensis ingår i släktet Oxyopes och familjen lospindlar. Inga underarter finns listade i Catalogue of Life.